# Bitwa na ziemi Dziadoszan
Bitwa na ziemi Dziadoszan (także: Bitwa w Lesie Dziadoszyców) – starcie zbrojne, które miało miejsce 1 września 1015 roku podczas wojny polsko-niemieckiej (1015-1018) pomiędzy wojskami polskimi dowodzonymi przez Bolesława Chrobrego a siłami niemieckimi, zakończone zwycięstwem wojsk polskich. 

## Tło
Chociaż wojska dowodzone przez Henryka II zdołały przebić się w centrum linii obrony polskiej, wyprawa czeska nie odegrała istotnej roli ze względu na dywersję sprzymierzonych z Chrobrym Morawian (zdobyła jedynie gród Businc koło Zgorzelca), natomiast wojska saskie i wieleckie uderzające od północy zostały skutecznie odcięte i pomimo iż przekroczyły Odrę zadowoliły się splądrowaniem okolicy i zawróciły. W tej sytuacji zagrożony otoczeniem cesarz także rozpoczął odwrót.

## Przebieg bitwy
W trakcie odwrotu armia niemiecka rozłożyła się obozem na ziemi Dziadoszan. Wobec groźby okrążenia przez wojska Bolesława cesarz wraz z częścią armii przeprawił się przez bagna przy pomocy improwizowanego pomostu. W obozie pozostała jedynie straż tylna dowodzona przez arcybiskupa magdeburskiego Gerona i margrabiego Łużyc Gerona II. Oddział ten został otoczony i po trzech atakach całkowicie rozbity przez wojska polskie. Po stronie niemieckiej poległo 200 rycerzy, w tym margrabia Gero II.

## Po bitwie
Za resztą armii niemieckiej ruszyła pogoń dowodzona przez Mieszka. Siły polskie próbowały wtedy zdobyć gród Miśnię, lecz przeszkodziła im w tym wzbierająca Łaba.